# Narimánov
Narimánov (ruso: Нарима́нов; kazajo: Нәриман) es una ciudad rusa, capital del raión homónimo en la óblast de Astracán.
En 2021, la ciudad tenía una población de 11 104 habitantes.
Se ubica en la orilla occidental del río Volga, unos 40 km al norte de la capital regional Astracán sobre la carretera E40-E119 que lleva a Volgogrado.

## Historia
Tiene su origen en un pequeño pueblo (seló) llamado  "Nizhnevólzhskoye" (Нижнево́лжское), en torno al cual la Unión Soviética decidió construir una presa, regadíos y piscifactorías en la década de 1960. En 1967, el pueblo adoptó el estatus de asentamiento de tipo urbano y acortó su topónimo a "Nizhnevolzhsk" (Нижнево́лжск). Desde 1983 es capital distrital. En 1984 adoptó el estatus de ciudad y su actual topónimo, que procede de Nəriman Nərimanov, político azerí que a principios de siglo había sido desterrado a esta región por los zaristas.